# Aderus bellus
Aderus bellus es una especie de coleóptero de la familia Aderidae. Fue descrita científicamente por Maurice Pic en 1926.

## Distribución geográfica
Habita en Tonkin (Vietnam).